# Agnes af Andechs-Meranien
Agnes Maria af Andechs-Meranien (1180-1201) var dronning af Frankrig. Hun kaldes Marie af nogle af de franske krønikeskrivere.

## Biografi
Agnes Maria var datter af Berthold, hertug af Meranien,  der var greve af Andechs, et slot og territorium nær Ammersee, Bayern. Hendes mor var Agnes af Rochlitz . 
I juni 1196 blev Agnes gift med Filip 2. af Frankrig, som havde forstødt sin anden hustru Ingeborg af Danmark i 1193. Pave Innocens 3. viede sine kræfter til Ingeborgs sag, men Filip bøjede sig først i år 1200, hvor han ni måneder efter, at et interdikt var blevet føjet til ekskommunikationen, indvilligede i at blive separeret fra Agnes.
Agnes døde af knust hjere i juli året efter på slottet i Poissy og blev begravet i Saint Corentin Klostret nær Nantes.

## Familie
Agnes og Filip fik to børn: Filip 1., greve af Boulogne og Marie, som blev gjort legitime af paven i 1201 efter anmodning fra kongen. Der kendes lidt om Agnes personlighed ud over den bemærkelsesværdige indflydelse, som hun ser ud til at have udøvet på Filip. 

## I kunsten
Hun er blevet heltinden i tragedien af François Ponsard, Agnès de Méranie, og i en opera af Vincenzo Bellini, La straniera.